# Hoàng Cơ Thụy
Hoàng Cơ Thụy (1912 – 2004) là luật sư, chính khách và nhà ngoại giao Việt Nam Cộng hòa, từng giữ chức Đại sứ Việt Nam Cộng hòa tại Vương quốc Lào.

## Tiểu sử

### Thân thế và học vấn
Hoàng Cơ Thụy sinh ngày 24 tháng 9 năm 1912 tại làng Đông Ngạc, huyện Từ Liêm, phủ Hoài Đức, tỉnh Hà Đông (nay là quận Bắc Từ Liêm, thành phố Hà Nội), Bắc Kỳ, Liên bang Đông Dương. Thân phụ là Hoàng Huân Trung, cựu quan chức triều Nguyễn.
Năm 1926, ông được vào làm lưu trú học sinh trong trường Bưởi cho đến khi đỗ tú tài vào năm 1933. Năm 1936, ông đỗ cử nhân luật tại trường Đại học Luật khoa Hà Nội. Vừa đi học luật vừa dạy học tư ở các trường tư thục Ecole Indochinoise và Gia Long, Hà Nội. Từ năm 1938 đến năm 1942, ông được nhận vào làm Tham tá lục sự và tòng sự tại Tòa Sơ thẩm Pháp ở Hà Nội, rồi Biên Hòa đầu năm 1943. Từ tháng 9 năm 1945 đến tháng 2 năm 1946, ông giữ chức Chánh án Tòa Sơ thẩm Bến Tre. Từ năm 1943 trở về sau, ông là luật sư tại Tòa Thượng thẩm Pháp ở Sài Gòn.

### Hoạt động tư pháp
Khi Việt Minh lên nắm quyền ở Sài Gòn ngày 2 tháng 9 năm 1945, ông được họ trưng dụng làm Chánh án Tòa Hòa giải Rộng quyền tỉnh Bến Tre vừa mới đổi tên thành tỉnh Đồ Chiểu. Nhưng chính quyền tỉnh này bèn bắt giam ông vào cuối năm 1945 vì nghi ngờ ông thuộc thành phần Việt gian thân Pháp. Sau có lệnh ở Hà Nội vào nên ông được tha và lại được mời làm Dự thẩm Tòa án Quân sự tỉnh Đồ Chiểu. Lúc quân Pháp tái chiếm tỉnh này vào tháng 2 năm 1946, ông liền đem vợ con về đến Mỹ Tho thì lại bị Pháp bắt giam vì tình nghi là Việt Minh. Ông đành khai báo sự thật nên được trả tự do về Sài Gòn nhưng vẫn bị Biện lý Tòa án Pháp ở Mỹ Tho truy tố về tội ám sát. Sau được Dự thẩm Nguyễn Khoa Thi ra án lệnh miễn tố vì lý do đã bị cưỡng bức tinh thần và tiếp tục hành nghề luật sư. 

### Chính trị và ngoại giao
Dưới thời Quốc gia Việt Nam, ông từng gia nhập chính đảng do Bùi Văn Thinh thành lập mang tên Phong trào Tranh thủ Tự do và nhận chức Tổng Thư ký đảng này. Ít lâu sau, ông đề xuất chủ trương truất phế Quốc trưởng Bảo Đại và ủng hộ Ngô Đình Diệm lên nắm quyền. Sau đó, ông vừa tham gia Hội đồng Nhân dân Cách mạng vừa làm luật sự như cũ. Ngoại trưởng Vũ Văn Mẫu có mời ông làm Trưởng Phái đoàn đi quan sát Hội nghị SEATO ở Bangkok vào tháng 7 năm 1955. Rồi còn làm Trưởng Phái đoàn đi dự Hội nghị các Dân tộc Á châu chống cộng ở Manila vào tháng 9 năm 1955. Đến khi Vũ Văn Mẫu đề nghị ông làm Đại sứ Việt Nam ở Đài Loan thì bị từ chối vì muốn giữ tính cách độc lập, không lệ thuộc chính phủ.  
Dưới thời Đệ Nhất Cộng hòa, ông cùng với một số chính khách quốc gia thành lập Khối Dân chủ để làm đối lập công khai, bất bạo động với chính quyền Ngô Đình Diệm từ năm 1957 đến năm 1960. Ông còn nhận lời đề nghị của Trung tá Nguyễn Triệu Hồng và Vương Văn Đông tham gia đảo chính ngày 11 tháng 11 năm 1960 với mục đích thành lập một chính phủ mới thật sự dân chủ, không tham nhũng, không độc tài, không gia đình trị và có chương trình kiến quốc hợp lòng dân. Tuy vậy, đảo chính thất bại khiến ông phải trốn tránh tại nhiều nơi trong vùng Sài Gòn - Chợ Lớn gần một tháng.:420:114 Đầu tháng 12 năm 1960, ông mới ra được nước ngoài, đi lưu vong một mình trong ba năm tại nhiều nước châu Á và châu Âu. 
Sau vụ đảo chính thành công do Hội đồng Quân nhân Cách mạng tiến hành vào ngày 1 tháng 11 năm 1963, ông mới trở về nước và lại tiếp tục hành nghề luật sư như cũ, đồng thời cho tái sinh Khối Dân chủ nhằm kiến tạo một nền dân chủ thực sự cho đất nước. Đầu tháng 12 năm 1964, các tướng Nguyễn Khánh và Nguyễn Chánh Thi đã ra lệnh bắt giam rất nhiều chính khách đối lập trong đó có ông rồi cho đi quản thúc ở mấy tỉnh cao nguyên miền Trung. Đến đầu năm 1965, ông cùng nhóm chính khách đối lập mới được chính quyền trả tự do và cho phép trở về Sài Gòn sinh sống bình thường.
Dưới thời Đệ Nhị Cộng hòa, ông được bổ nhiệm làm Đại sứ Việt Nam Cộng hòa tại Vương quốc Lào từ năm 1969 cho đến cuối tháng 4 năm 1975. Sau ngày 30 tháng 4 năm 1975, ông và gia đình sống lưu vong tại Pháp cho đến cuối đời.

## Đời tư
Ông lập gia đình với Nguyễn Thị Đính sinh được 7 người con.